# Ça parle au diable
Albums de Mes aïeux
Entre les branches
Ça parle au diable est le premier album du groupe de musique québécois Mes aïeux paru en 2000. En octobre 2008, il avait été vendu à 75 000 exemplaires.

## Liste des pistes
| No  | Titre                           | Durée |
| --- | ------------------------------- | ----- |
| 1.  | Acabris, Acabras, Acabram       | 3:34  |
| 2.  | Jamais la plus belle            | 5:22  |
| 3.  | Dondaine                        | 4:07  |
| 4.  | 2096 (chanson à boire)          | 4:28  |
| 5.  | Ville fantôme                   | 4:15  |
| 6.  | La Capitulation                 | 5:59  |
| 7.  | Remède miracle                  | 4:42  |
| 8.  | Rose Latulipe                   | 3:42  |
| 9.  | Swinge la bacaisse              | 4:04  |
| 10. | Sur le bord de la rivière rouge | 4:21  |
| 11. | Descendus au chantier           | 3:47  |